# Василіск бурий
Василіск бурий (Basiliscus vittatus) — представник роду василісків родини Шоломових ящірок. Інші назви «коричневий василіск» та «смугастий василіск».

## Опис

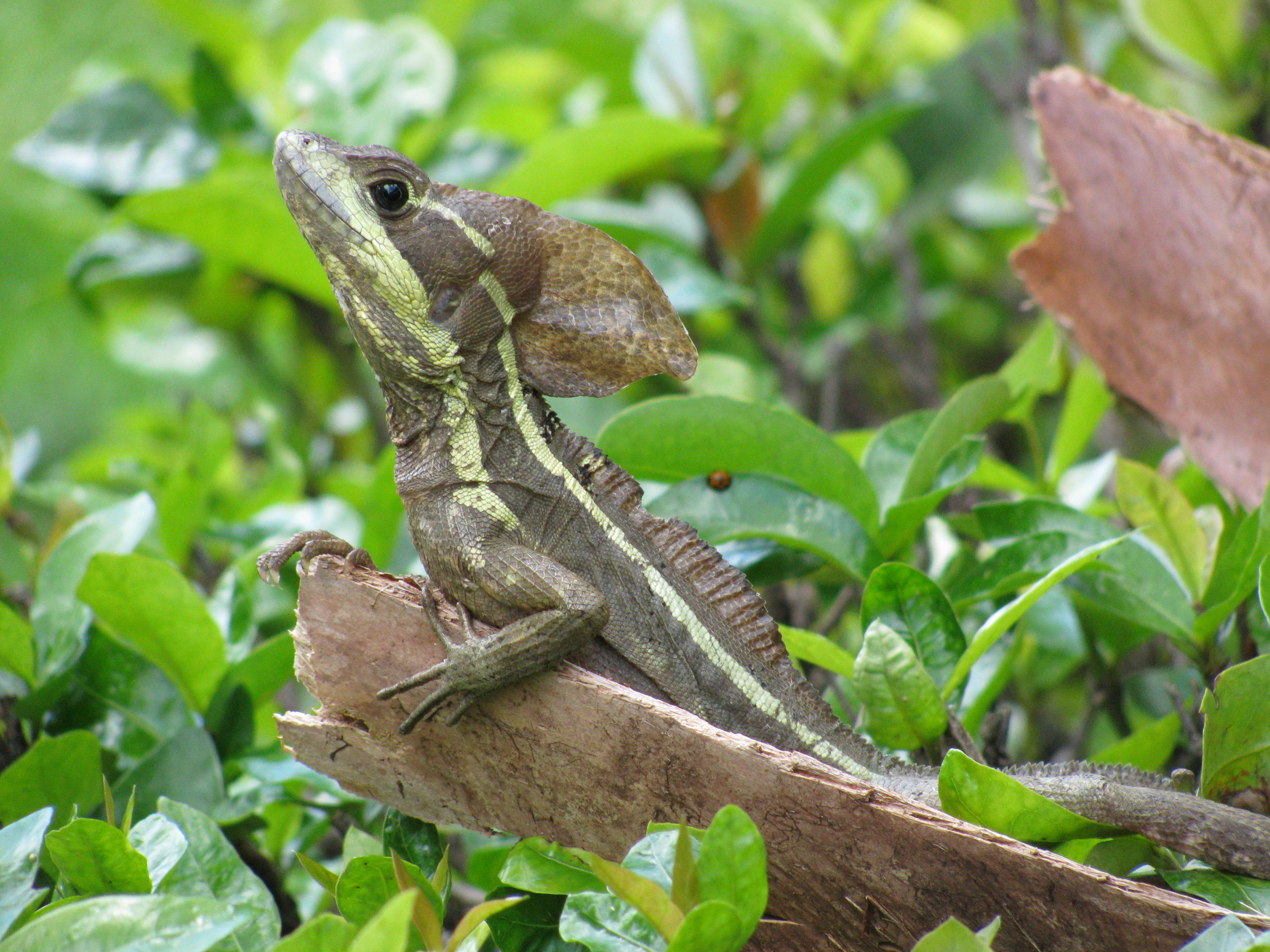
Basiliscus vittatus, Флорида

Загальна довжина сягає 61 см спостерігається статевий диморфізм — самці більше за самок. Самець також має більший гребінь. На голові, спині, хвості розташовані окремі гребні. Колір шкіри коричнево-бурий з різними відтінками. Звідси різні назви. Одні вчені вбачають цього василіска коричневим, а інші — бурим. На спині та хвості є поперечні чорні смуги. Також від кінчика морди до задніх лап тягнеться світла смуга. Має великі задні кінцівки з довгими пальцями.

## Спосіб життя
Полюбляє лісисту місцину, чагарники. Активний вдень. Добре бігає та лазить. Здатен також бігти по воді. Це здебільшого трапляється при небезпеці. в цьому випадку він прискорюється, наближаючись до найближчої водойми й після цього продовжує бігти на задніх лапах. Бігати по воді дозволяють великі лапи, які оснащені шкіряними клапанами й перетинками вздовж ніг, які не дозволяють потонути. Бурий василіск непогано пірнає, подовгу залишаючись під водою. Харчується комахами та дрібними хребетними.
Це яйцекладна ящірка. Наприкінці квітня—на початку травня самиця під коренями дерев або у чагарнику відкладає 12—18 яєць. За рік буває 5—8 кладок. Молоді василіски з'являються через 3 місяці.
Тривалість життя бурого василіска 7—8 років.

## Розповсюдження
Мешкає від півдня Мексики до північної Колумбії. Також було завезено до штату Флорида (США).